# Pfarrkirche Markthof

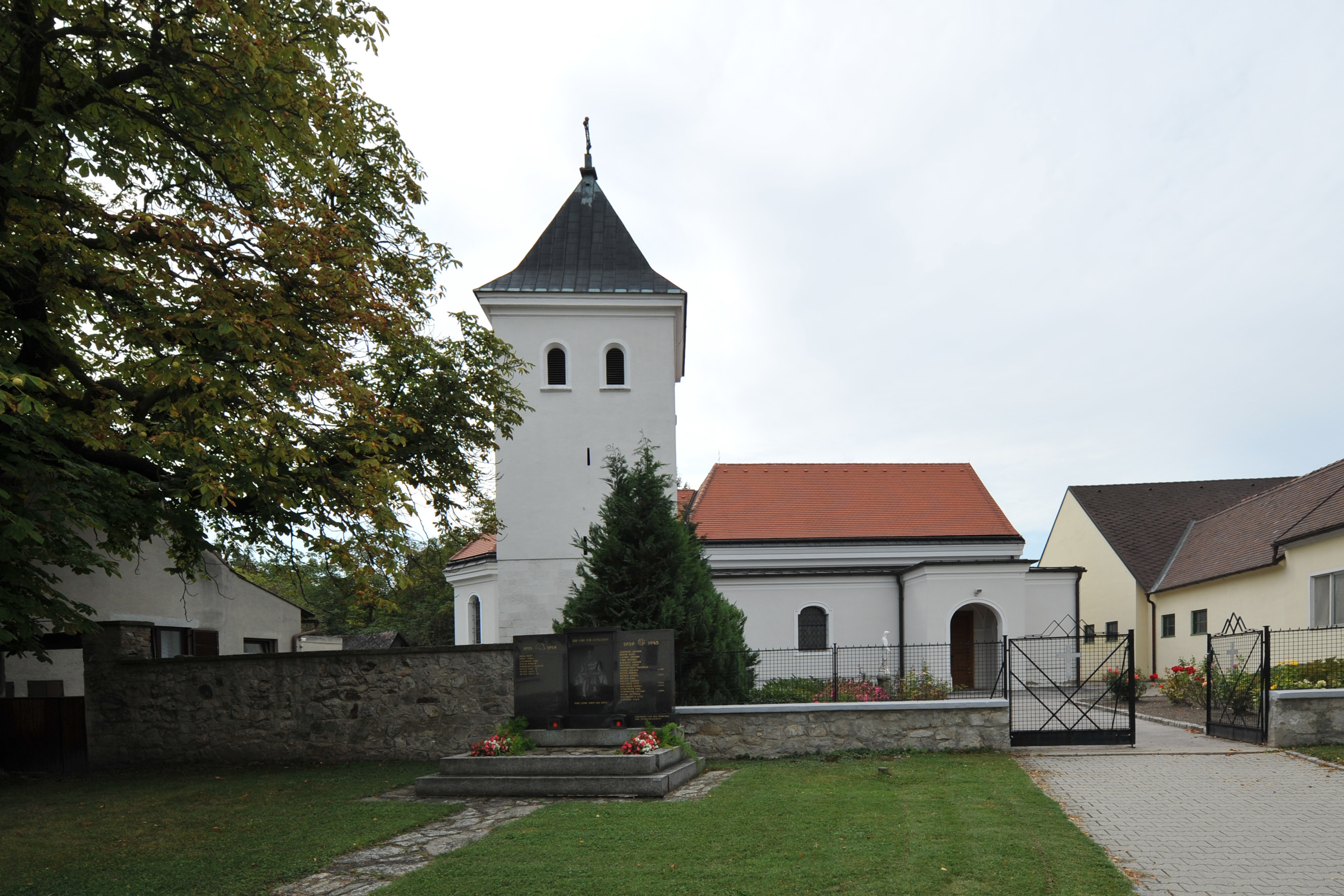
Katholische Pfarrkirche hl. Georg in Markthof

Die Pfarrkirche Markthof steht im Westen des Ortes Markthof in der Marktgemeinde Engelhartstetten im Bezirk Gänserndorf in Niederösterreich. Die dem heiligen Georg geweihte römisch-katholische Pfarrkirche gehört zum Dekanat Marchfeld im Vikariat Unter dem Manhartsberg in der Erzdiözese Wien. Die Kirche steht unter Denkmalschutz (Listeneintrag).

## Geschichte
Vor 1400 wurde ein Vikariat genannt. 1677 wurde eine Pfarre genannt und 1784 wiedererrichtet.
Ursprünglich war die Kirche als Wehrkirche ein mittelalterlicher Teil einer Wehranlage. Die kleine im Kern romanische Kirche hat im Nordosten einen gedrungenen Turm aus dem 13. Jahrhundert. Die Kirche wurde im 17. Jahrhundert und 1766 barock umgebaut und erweitert.

## Architektur
Das Langhaus mit einem romanischen Kernbau mit einem im Norden barocken seitenschiffartigen Anbau aus dem 18. Jahrhundert zeigt westseitig kräftige Strebepfeiler. Über dem vermauerten rundbogigen Westportal hat die Kirche ein Rundfenster und zeigt sonst barocke Segmentbogenfenster. Der eingezogene barocke Chor entstand im 17. Jahrhundert. Der dreigeschoßige im Kern romanische Turm zeigt im Erdgeschoßbereich ein freigelegtes romanisches Quadermauerwerk, darüber Schießscharten, das Glockengeschoß mit Doppelschallfenstern trägt einen Spitzhelm.
Das Kircheninnere zeigt sich als zweijochiges Langhaus unter einem Tonnengewölbe mit Stichkappen über Gurten auf flachen Wandvorlagen. Das nördliche Seitenschiff hat eine Flachdecke. Die dreiteilige Orgelempore steht auf Pfeilern. Der gedrungene Triumphbogen ist schmal. Der einjochige Chor mit einem Fünfachtelschluss hat ein Kreuzgratgewölbe zwischen Gurten und im Schluss mit Stichkappen. 

## Ausstattung
Der bemerkenswert reich gegliederte barocke Hochaltar aus 1742 hat im Zentrum einen Tabernakel mit adorierenden Engeln und darüber eine Aussetzungsnische mit einem kleinen Kruzifix und zeigt in seitlichen Bogenrahmungen die Reliefs Opferung Isaaks, die Wundersame Brotvermehrung, und im Auszug die bekrönende Figur hl. Georg.
Die Orgel baute Franz Ullmann 1852.
Ein rotmarmorner Wappengrabstein nennt Friedrich von Prankh zu Hoff an der March 1593.